# Престон Норт-Енд
Престон Норт-Енд (англ. Preston North End F.C.) — англійський футбольний клуб із Престона. Заснований у 1881 році. Перший чемпіон Англії з футболу.

## Історія

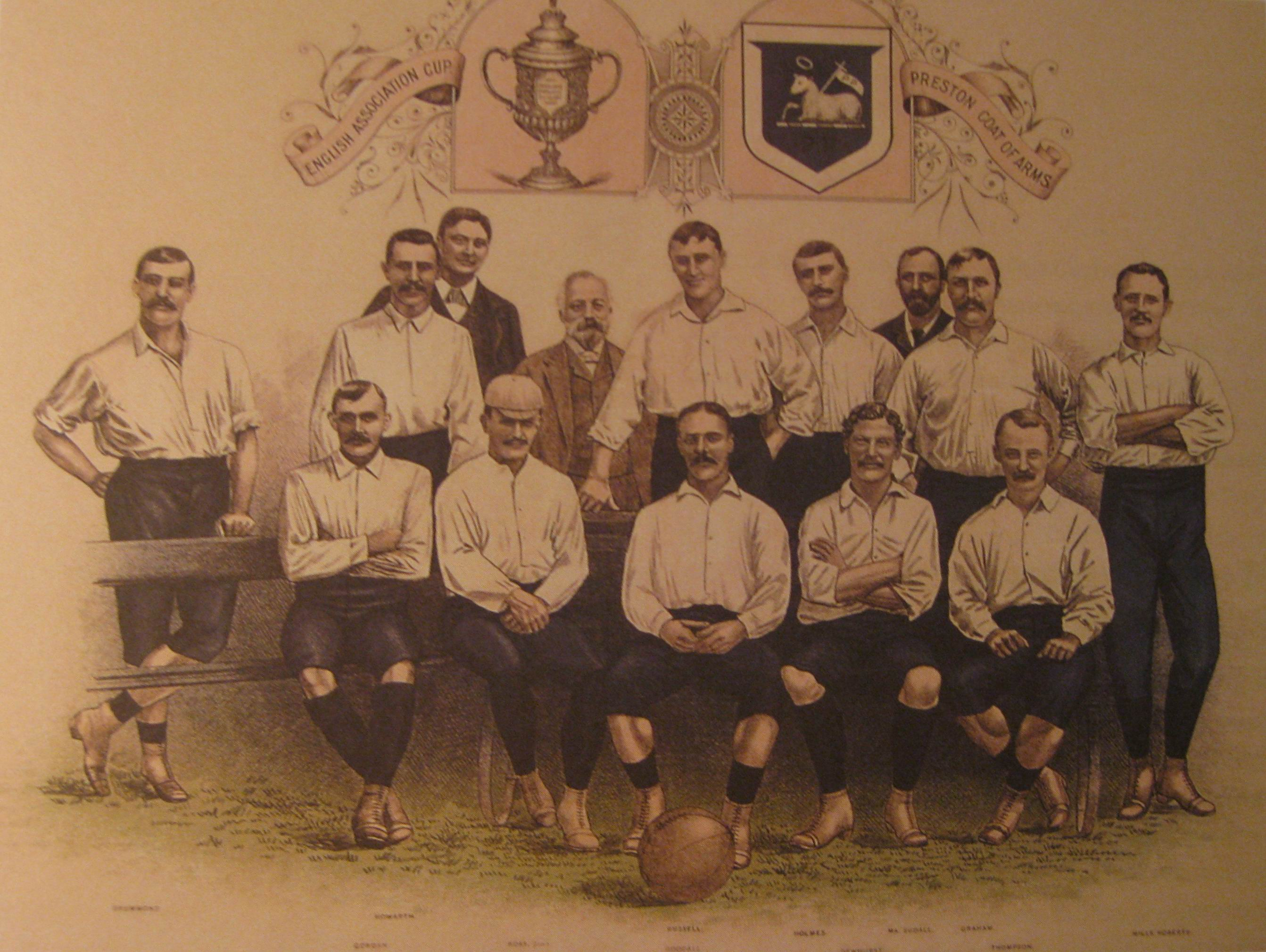
Футболісти Престона — переможці першого чемпіонату Англії з футболу

У середині 1880-х років в англійському футболі почалися зміни: кількість клубів перевищувала сотню, в багатьох клубах стали платити своїм футболістам зарплати, тим самим перетворивши аматорський спорт в професіональний.
У 1884 році після обвинувачення в тому, що гравці «Престон Норт-Енд» отримують за гру гроші, президент клубу визнав це і заявив, що схожої практики дотримуються в багатьох клубах Англії. Після цього скандалу та річного відлучення «Престон Норт-Енд» від ігор в Кубку Англії зарплати були легалізовані.
17 липня 1888 року була створена Футбольна ліга, першим чемпіоном якої став «Престон Норт-Енд». В 22 іграх він не зазнав жодної поразки, вигравши 18 матчів та ще в 4 зігравши внічию. В тому ж сезоні команда виграла і Кубок Англії, перемігши в фіналі «Вулвергемптон Вондерерз» з рахунком 3:0.
«Престон» став першою командою в історії, яка відзначилася золотим дублем.

## Досягнення
- Чемпіон Англії : 1888/89, 1889/90
- Друге місце : 1890/91, 1891/92, 1892/93, 1905/06, 1952/53, 1957/58
- Володар Кубка Англії : 1888/89, 1937/38
- Фіналіст Кубка Англії : 1887/88, 1921/22, 1936/37, 1953/54, 1963/64
- Фіналіст Суперкубка Англії : 1938

## Рекорди
- Найбільша кубкова перемога: 26:0, проти «Гайд Юнайтед» 15 жовтня 1887 року.
- Найбільша перемога в лізі: 10:0, проти «Сток Сіті», Перший дивізіон футбольної ліги 14 вересня 1889 року
- Найбільша поразка: 7:0, проти «Блекпул» 1 травня 1948 року

## Відомі футболісти
- Артур Вортон
- Джеймс Трейнер
- Девід Бекхем
- Річі Де Лат